# Alfred Pastuszeńko
Alfred Andrzej Pastuszeńko (ur. 10 grudnia 1895 w Radomyślu, zm. 17 grudnia 1920 w Rajczy) – oficer Legionów Polskich i Wojska Polskiego II RP, kawaler Orderu Virtuti Militari.

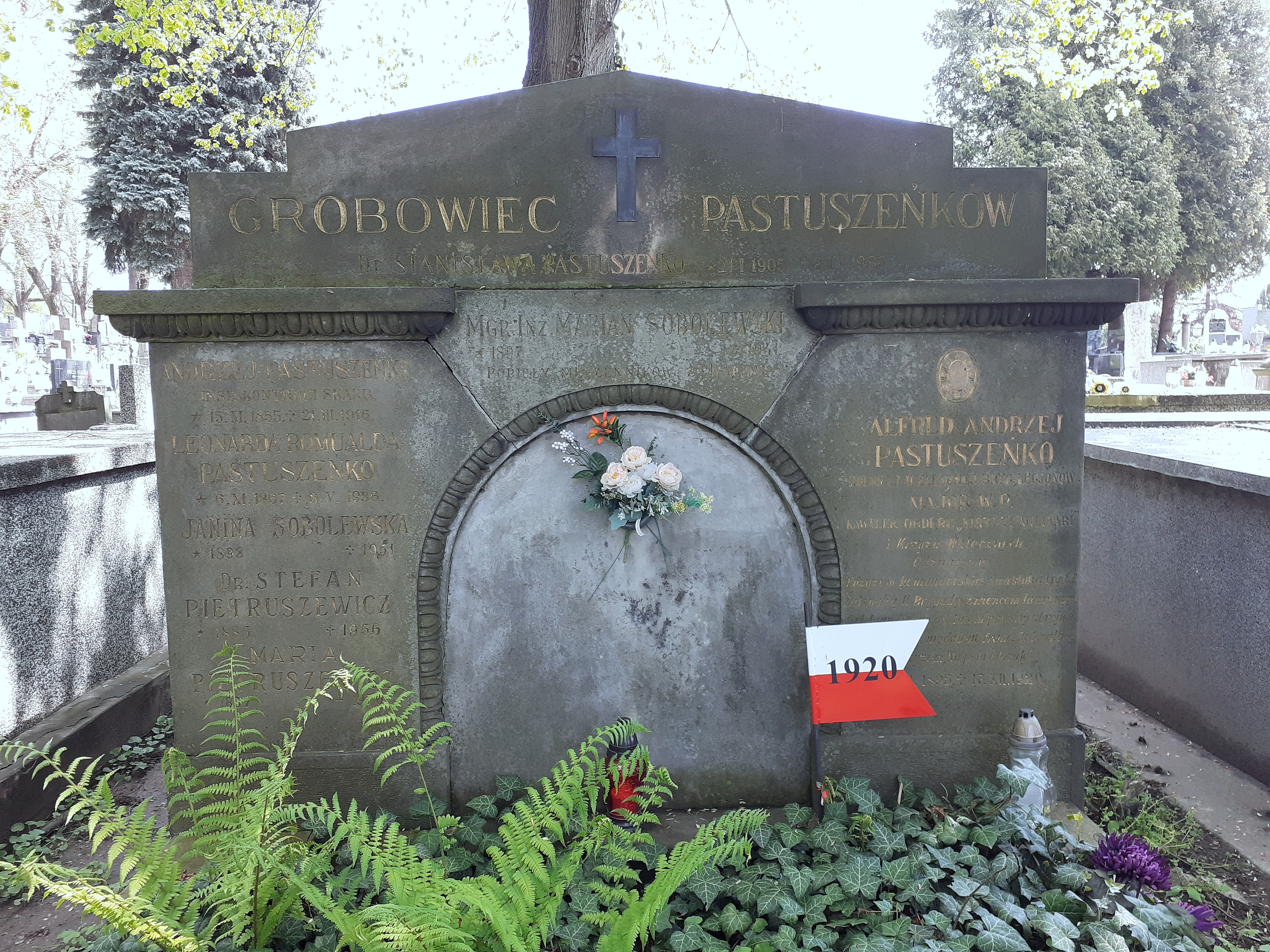
Grobowiec rodzinny Alfreda Pastuszeńki

## Życiorys
Urodził się w rodzinie Andrzeja (1855-1916, inspektor kontroli skarbowej) i Leonardy Romualdy z domu Kozłowskiej (1867-1936). Absolwent gimnazjum w Rzeszowie. Należał do Związku Strzeleckiego. Od sierpnia 1914 ochotnik w Legionach Polskich. Dowódca 1 plutonu, 4 kompanii 2 pułku piechoty Legionów Polskich. 26 maja 1915 został mianowany chorążym, a 1 kwietnia 1916 podporucznikiem piechoty.
Szczególnie odznaczył się w walce 16 czerwca 1916 pod Rarańczą, gdzie „swoją odwagą i pełnym inicjatywy prowadzeniem własnego oddziału, przyczynił się do sukcesu natarcia oraz zdobycia jeńców i sprzętu wojskowego”. Za tę postawę został odznaczony Orderem Virtuti Militari.
Od 1 września 1917 dowódca 1 kompanii karabinów maszynowych w 2 pułku piechoty w Polskim Korpusie Posiłkowym. Następnie od 1 lutego 1918 nadal jako dowódca kompanii km w 13 pułku strzelców w II Korpusie Polskim w Rosji, a od 1 maja 1918 już na terytorium Rosji przy Komendzie Głównej Wojska Polskiego na Wschodzie.
Aresztowany przez bolszewików i uwięziony od 17 lipca do 2 września 1918. 1 stycznia 1919 wrócił do Polski i wstąpił do odrodzonego Wojska Polskiego. Dowódca pociągu pancernego „Zagończyk” (27 maja – 27 lipca 1919). Następnie dowódca kompanii i kierownik wyszkolenia batalionu zapasowego 2 pułk piechoty Legionów. 9 grudnia 1919 został mianowany z dniem 1 grudnia 1919 kapitanem w piechocie. Od 12 maja 1920 dowódca Baonu Zapasowego Wojsk Wartowniczych i Etapowych Nr VIII w Grudziądzu. Na tym stanowisku 19 sierpnia 1920 został zatwierdzony z dniem 1 kwietnia 1920 w stopniu kapitana, w piechocie, w grupie oficerów byłych Legionów Polskich. Zmarł 17 grudnia 1920 w Rajczy. Został pochowany w grobowcu rodzinnym Cmentarzu Pobitno w Rzeszowie.
Od 27 kwietnia 1920 był żonaty z Ireną Sawicką, nie mieli dzieci. 

## Ordery i odznaczenia
- Krzyż Srebrny Orderu Wojskowego Virtuti Militari nr 6995 – pośmiertnie, 17 maja 1922[6][9][10]
- Krzyż Niepodległości – pośmiertnie, 12 maja 1931 „za pracę w dziele odzyskania niepodległości”[11][6]
- Krzyż Walecznych[6]
- Swastyka 4 pułku piechoty Legionów[8]
- Odznaka II Brygady z wieńcem laurowym[8]
- Odznaka pamiątkowa „Orlęta”[8]
- Médaille Interalliée (Francja)[8]
- Medal Zasługi Wojskowej (Austro-Węgry)[8]
- Krzyż na Polu Chwały[8]